# Qaisar Bagh

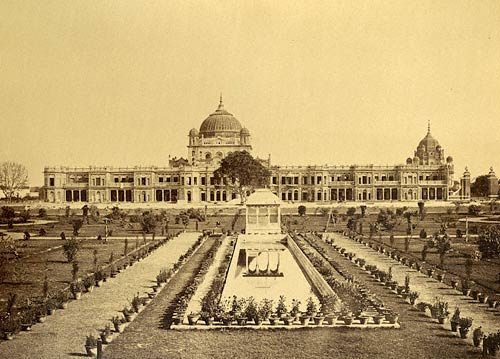
Qaisar Bagh.

Qaisar Bagh är ett palats i Lucknow i Indien. Byggnaden användes som bostad för den sista kungen av Oudh och hans hov under 1800-talet.
Palatset uppfördes på order av den sista kungen av Oudh, Wajid Ali Shah, som regerade 1847–1856. Det användes som residens för det kungliga hovet i Oudh fram till att kungariket Oudh annekterades av britterna 1856, då kungen övergav det för att bosätta sig i Calcutta. 
Byggnaden plundrades av britterna när tog tillbaka staden efter sepoyupproret 1858, en incident som uppmärksammades i ett samtida reportage.